# Angel City
Angel City é um projeto de dance music produzido pelos DJs holandeses Hugo Zentveld (DJ Renegade) e Aldwin Oomen, que são responsáveis pela produção de vários projetos, entre os quais Boombastic e Nightbreed.

## História
O projeto Angel City conta com a voz da cantora Lara McAllen e a maioria das suas canções são covers ou remakes. Dois dos seus grandes êxitos são as canções "Do You Know (I Go Crazy)", cujo instrumental pertence à canção "Children" de Robert Miles e cuja letra pertence à música "Do You Know" de Michelle Gayle, e "Touch Me", em que a letra pertence à cantora Cathy Dennis, da canção "Touch Me (All Night Long)".
A cantora McAllen saiu do grupo em 2005 e tentou uma carreira  solo. Contudo, ela voltou à banda no final de 2006, recomeçando as gravações no ano seguinte. Entre essas gravações, está o single "24/7".

## Discografia
- Love Me Right (2005)

## Singles
- "Love Me Right (Oh Sheila)" - 2004
- "Touch Me" - 2004
- "Do You Know (I Go Crazy)" - 2004
- "Sunrise" - 2005
- "24/7" - 2007